# Клавдия Капитолина
Вижте пояснителната страница за други личности с името Клавдия.
Клавдия Капитолина (на латински: Claudia Capitolina; на гръцки: η Κλαuδία Καπιτωλίνα) e принцеса на Комагена от 1 и 2 век.

## Биография
Тя е гъркиня, родена в Египет, дъщеря и единствено дете на астролога Тиберий Клавдий Балбил (префект на Египет 56 г.) от Александрия и на гъркиня. Внучка е на философа и астролога Трасил от Мендес или Тиберий Клавдий Трасил, дългогодишен влиятелен съветник на император Тиберий и на Ака, принцеса от Комагена и правнучка на цар Антиох I Тео от Комагена.
Клавдия Капитолина се омъжва за комагенския гръцки принц Гай Юлий Архелай Антиох Епифан (38 – 92), който е неин далечен роднина. Той е първородният син на цар Антиох IV от Комагена и царица Йотапа. Тя живее от 64 до 72 г. в Комагена. Ражда му през 65 г. първия им син Гай Юлий Антиох Епифан Филопап в Самосата (днес Самсат в Турция), който е суфектконсул през 109 г.
Управителят на Сирия през 72 г. Луций Юний Цезений Пет съобщава на император Веспасиан, че Антиох IV, съпругът ѝ и брат му Калиник плануват заговор против Рим. Клавдия Капитолина и семейството ѝ бягат в Партия. Комагена е присъединена 74 г. към провинция Сирия. Император Веспасиан прощава на съпруга ѝ и ги завежда в Рим.
През 72 г. тя ражда дъщеря Юлия Балбила, която е поетеса и приятелка на император Адриан.
Съпругът ѝ Епифан умира през 92 г. в Атина. Тя се връща в Александрия и се омъжва за Марк Юний Руф (префект на Египет 98 г.).